# Framing Armageddon: Something Wicked Part 1
Framing Armageddon: Something Wicked Part 1 es el octavo álbum de estudio de la banda de thrash metal Iced Earth, publicado el 11 de septiembre de 2007. Es parte de uno de los dos álbumes conceptuales sobre la base de una trilogía de canciones del quinto estudio álbum de Iced Earth, Something Wicked This Way Comes. La saga, titulado acertadamente Something Wicked Saga, cuenta la historia ficticia de la humanidad, desde su creación hasta su destrucción. Es el segundo y último álbum con el cantante Tim "Ripper" Owens.

## Visión general
Framing Armageddon es el primer álbum de estudio con su guitarrista principal Troy Seele, y el baterista Brent Smedley, que nunca tocaron en un álbum de estudio de Iced Earth durante sus temporadas anteriores. Tim "Ripper" Owens hace su última aparición como cantante en este disco. Además, este fue la primera aparición del bajista Dennis Hayes en un álbum de Iced Earth, a pesar de que sólo aparece en dos canciones. El ex-guitarrista principal de Iced Earth Tim Mills se presenta en "Reflections" y ambos componen la canción "Infiltrate and Assimilate".
En diciembre de 2006, Jon Schaffer publicó un diario que anunciaba el nuevo disco que Iced Earth, a continuación, titulado Something Wicked - Part 1, sería puesto en venta en septiembre u octubre del 2007. El siguiente álbum, titulado Something Wicked - Part 2, que se publicará en enero o febrero del 2008. El 17 de marzo, Schaffer anunció la lista final, y que el álbum sería renombrado como Framing Armageddon (Something Wicked Part 1), con un nuevo objetivo de lanzamiento en agosto o septiembre. El 25 de junio, Schaffer subió la portada del álbum en icedearth.com. Muestras de audio de todas las pistas se han publicado en spv.de, el sitio oficial del sello discográfico de la banda.
Un video musical para "Ten Thousand Strong", fue puesto lanzado, aunque el guitarrista Troy Seele todavía no estaba con la banda cuando fue filmado. Los vídeo presentaron funciones de rotoscoping.
El lanzamiento japonés de Framing Armageddon presentando el sencillo del álbum, "Overture of the Wicked", como un disco extra.
Jon Schaffer tiene la intención de lanzar los dos álbumes Something Wicked en un box set, con Matt Barlow contribuir de las voces en los dos álbumes en aras de la continuidad, la adición de al menos cuatro canciones de The Crucible of Man y remezclar Framing Armageddon.

## Historia
Tim "Ripper" Owens, habló de la historia del álbum en una entrevista con Pit Thrash:
En inglés:

"It's about how we humans really weren't the first people on Earth, and there were a race of people called the Setians who were actually the first people here on Earth. They didn't have any weapons or technology, and the humans were actually the aliens who attacked and took over Earth. It's pretty unique, but it's kind of hard to talk about the whole story because there's so much going on."
Tim "Ripper" Owens

En español:

"Se trata de cómo los seres humanos en realidad no fueron las primeras personas en la Tierra, y no eran una raza de personas llamados a la Setianos que en realidad eran las primeras personas aquí en la Tierra. Ellos no tenían armas o tecnología, y eran los seres humanos en realidad los extranjeros que atacaron y se apoderaron de la Tierra. es bastante único, sino que es un poco difícil hablar de toda la historia porque hay mucho que hacer."
Tim "Ripper" Owens

Unos años más tarde, Jon Schaffer detalló la historia en una entrevista:
En inglés:

"The premise is that mankind is actually alien to the planet earth. And that we came here on a quest for this ultimate knowledge that these beings called the Setians had. They were the true inhabitants of earth and they are the direct descendants of God or the grand architect of the universe. So they have all of the answers as to why things are the way they are. And human beings were after this unlimited power. So they come to planet earth and they basically wipe out the civilisation of the setians –this is all in ‘Framing Armageddon’- and that story takes place from the point of invasion up until the birth of Set. The first part is a 10.000 year period. Before the invasion, the Setians see in a prophecy that this is going to happen. So they send 10.000 of their own chosen people to go into hiding to survive the attacks of the humans. And until after this event called “the clouding” which is where the earth goes through this cataclysmic shift like the magnetic properties of the polar caps shift and volcanoes erupt and there’s earthquakes and sandstorms and the whole of earth goes haywire. At this point, the human beings believe that they  have wiped out all of the Setians and they go through the days of clouding. When the days of clouding are over, they have lost their memories of where they came from and why they are here. And so this whole invasion armada that came, all the ships and other evidence has been buried in the desert. So they wake up and what was once a lush green land with water is now a desert. So the 10.000 come out of hiding after the days of clouding and they now look like human beings. Setians are humanoid anyway but they have different features, they can morph and shift and look exactly like humans. Another thing that happens after the days of clouding is like the story of the tower of Babel: the human beings that have similar skin colours can speak to each other. This creates confusion because now the white guys can talk to each other and the red guys can, but they can’t talk to guys with a different colour. Then they start to faction off. This is a way to keep people divided. It’s all part of the plan of the clouding. And when the Setians come back in and mix with humans, they take leadership positions and they spread around the planet, societies grow. But the whole time they are being manipulated by the Setian leaders. They build up the order of the Rose. This is a lodge, like a philanthropic organisation that is supposed to be different, doing good for the world and for humanity. And for the whole time they are actually plotting the destruction of mankind. Every empire that rises and falls, it all happens by their design. You could say, for instance, that the rise and fall of the Roman Empire was by the design of the Setians. And all of the religions of the world were created by the Setians as well, because all these things help keep mankind divided, they thrive on the weaknesses of man in order to bring us to our demise."
Jon Schaffer

En español:

"La pre-misia es que la humanidad es en realidad ajena al planeta Tierra. Y por eso vinimos aquí en búsqueda de este conocimiento máximo, que estos seres llamados los Setianos tenían. Ellos fueron los verdaderos habitantes de la tierra y los descendientes directos de Dios o el gran arquitecto del universo. Entonces ellos tenían todas las respuestas del por qué las cosas son como son, y los seres humanos iban tras este poder ilimitado. Así que vinieron al planeta Tierra y  básicamente exterminaron la civilización de los Setianos - esto se encuentra todo en 'Framing Armageddon', esta historia se narra desde el punto del inicio de la invasión hasta el nacimiento de Set. La primera parte es un período de 10.000 años. Antes de la invasión, los Setianos ven en una profecía de que esto va a suceder. Así que mandan 10,000 elegidos por su propio pueblo para pasar a la clandestinidad, para sobrevivir a los ataques de los seres humanos. Y hasta que después de este evento llamado "the clouding"(la opacidad) que es donde la tierra pasa a través de un cambio catastrófico, como el intercambio de las polaridades magnéticas de las capas polares, volcanes entrando en erupción, terremotos y tormentas de arena, toda la tierra se vuelve loca. En este punto los seres humanos creen que han aniquilado todos los Setianos y pasan por los tiempos de la opacidad. Para cuando los días de opacidad se acaban, ellos han perdido los recuerdos de de dónde vinieron y por qué están aquí. Y así, toda esta armada de invasión que vino, todos los barcos y otras evidencias de lo ocurrido han sido enterrada en el desierto. Entonces ellos despiertan, y lo que antes era un exuberante tierra verde con agua es ahora un desierto. Así que los 10,000 salen de su escondite después de los días de opacidad y ahora lucen como seres humanos. Los Setianos son humanoides pero que de todos modos que tienen características diferentes, pueden transformarse, cambiar, y verse exactamente como los humanos. Otra cosa que pasa después de los días de opacidad es como la historia de la torre de Babel: solo los seres humanos que tienen colores de piel similares pueden hablar el uno al otro. Esto genera confusión, porque ahora los tipos blancos pueden hablar entre ellos, así como los tipos de color rojo, pero no pueden hablar con los tipos con un color diferente. Entonces comienzan a formar facciones. Esta es una manera de mantener a la gente dividida. Todo esto es parte del plan de "la opacidad"(The Clouding). Entonces cuando los Setianos vuelven y se mezclan con los seres humanos, toman posiciones de liderazgo y se extienden por todo el planeta, las sociedades crecen. Pero los humanos en todo momento están siendo manipulados por los líderes Setianos. Ellos construyen la orden de la Rosa, se trata de una logia, como una organización filantrópica que es supone que es diferente, haciendo el bien para el mundo y para la humanidad, pero durante todo el tiempo en realidad están tramando la destrucción de la humanidad. Cada imperio que sube y cae, todo sucede por su diseño. Se podría decir, por ejemplo, que el auge y caída del Imperio Romano fue planeado por los Setianos, y que todas las religiones del mundo fueron creadas por los Setianos también, porque todas estas cosas ayudan a mantener a la humanidad dividida, se fortalecen en las debilidades del hombre con el fin de llevarnos a nuestro fin."
Jon Schaffer

## Canciones
| Pistas |                                   |                |                     |          |  |
| N.º    | Título                            | Letras         | Música              | Duración |  |
| 1.     | «Overture»                        | (instrumental) | Jon Schaffer        | 2:24     |  |
| 2.     | «Something Wicked (Part 1)»       | Schaffer       | Schaffer            | 5:03     |  |
| 3.     | «Invasion»                        | (instrumental) | Schaffer            | 1:00     |  |
| 4.     | «Motivation of Man»               | Schaffer       | Schaffer            | 1:34     |  |
| 5.     | «Setian Massacre»                 | Schaffer       | Schaffer            | 3:49     |  |
| 6.     | «A Charge to Keep»                | Schaffer       | Schaffer            | 4:24     |  |
| 7.     | «Reflections»                     | Schaffer       | Tim Mills, Schaffer | 1:50     |  |
| 8.     | «Ten Thousand Strong»             | Schaffer       | Schaffer            | 3:54     |  |
| 9.     | «Execution»                       | (instrumental) | Schaffer            | 1:27     |  |
| 10.    | «Order of the Rose»               | Schaffer       | Schaffer            | 4:52     |  |
| 11.    | «Cataclysm»                       | (instrumental) | Schaffer            | 1:30     |  |
| 12.    | «The Clouding»                    | Schaffer       | Schaffer            | 9:19     |  |
| 13.    | «Infiltrate and Assimilate»       | Schaffer       | Mills, Schaffer     | 3:48     |  |
| 14.    | «Retribution Through the Ages»    | Schaffer       | Schaffer            | 4:32     |  |
| 15.    | «Something Wicked (Part 2)»       | (instrumental) | Schaffer            | 2:59     |  |
| 16.    | «The Domino Decree»               | Schaffer       | Tim Owens, Schaffer | 6:36     |  |
| 17.    | «Framing Armageddon»              | Schaffer       | Schaffer            | 3:41     |  |
| 18.    | «When Stars Collide (Born Is He)» | Schaffer       | Schaffer            | 4:18     |  |
| 19.    | «The Awakening»                   | (instrumental) | Schaffer            | 2:01     |  |
| 65:01  |                                   |                |                     |          |  |

## Créditos
- Jon Schaffer - Guitarra principal, rítmica y acústica; Bajo eléctrico; coros
- Tim "Ripper" Owens - Canto principal
- Brent Smedley - baterista, coros

### Créditos adicionales
- Troy Seele - Solos de guitarra (Pistas 5,6,10,12,14 y 17)
- Dennis Hayes - Bajo eléctrico (7); Bajo sin trastes (12)
- Jim Morris - Solo de guitarra (16); coros
- Tim Mills - Guitarras limpias (7)
- Howard Helm - Teclados; órgano Hammond; coros
- Steve Rogowski - Violonchelo
- Todd Plant - coros
- Patina Ripkey - coros
- Debbie Harrell - coros
- Kathy Helm - coros
- Jason Blackerby - coros